# Curie (cratère)
Curie est un cratère lunaire situé en partie sur la face visible de la Lune et la face cachée de la Lune. Il est donc plus ou moins bien visible selon la libration de la Lune.
Il est situé au nord-est du cratère Sklodowska et au nord-ouest du Pasteur. Le cratère Curie a un bord extérieur endommagé et remodelé par les impacts. La partie orientale du contour est en partie recouvert par les cratères satellites "Curie C" au nord-est et "Curie G" à l'est. L'extrémité nord du contour est recouvert par le petit cratère satellite "Curie Z". Plusieurs autres petits cratères se trouvent le long du rebord, en particulier au sud-ouest. Le petit cratère "Curie K" est situé dans la partie sud-est du cratère, et "Curie V" se trouve à côté du mur nord-ouest intérieur. 
En 1970, l'Union astronomique internationale lui a attribué le nom de Curie en l'honneur du scientifique et physicien français Pierre Curie. 
Le cratère Curie possède un certain nombre de cratères satellites identifiés avec des lettres.
| Curie | Latitude | Longitude | Diamètre |
| ----- | -------- | --------- | -------- |
| C     | 21.1° S  | 94.1° E   | 47 km    |
| E     | 22.4° S  | 96.2° E   | 43 km    |
| G     | 23.6° S  | 94.8° E   | 53 km    |
| K     | 23.7° S  | 92.7° E   | 12 km    |
| L     | 26.3° S  | 92.8° E   | 21 km    |
| M     | 28.4° S  | 92.5° E   | 34 km    |
| P     | 28.4° S  | 90.1° E   | 26 km    |
| V     | 22.0° S  | 90.4° E   | 21 km    |
| Z     | 20.5° S  | 92.2° E   | 25 km    |